# Миллер, Колин
Ко́лин Ми́ллер (англ. Collin Miller; род. 29 октября 1992, Су-Сент-Мари, Онтарио) — канадский хоккеист, выступает за команду НХЛ «Виннипег Джетс». Чемпион мира 2021 года.

## Карьера
В течение трёх сезонов Миллер выступал за клуб из ОХЛ «Су-Сент-Мари Грейхаундз». За этот клуб он набрал 105 (31+74) очков и 201 минуту штрафа. В сезоне 2012/13 Колину был вручён Микки Рено Кэптейнс Трофи, как лучшему капитану лиги.
29 июля 2013 года подписал трёхлетний контракт новичка с клубом НХЛ «Лос-Анджелес Кингз».
26 июня 2015 года с вратарём Мартином Джонсоном был обменян в «Бостон Брюинз», в обратном направлении проследовал Милан Лучич. После первого сезона продлил контракт с «Брюинз» на два года.
21 июня 2017 года подписал контракт с клубом «Вегас Голден Найтс», который выбрал его на драфте расширения. 8 июля 2018 года подписал четырёхлетний контракт с «рыцарями».
29 июня 2019 года был обменян в «Баффало Сейбрз», взамен «Вегас» получил пик второго раунда драфта 2021 и выбор в пятом раунде драфта-2022.
13 июля 2022 года подписал 2-летний контракт с «Даллас Старз» на общую сумму $ 3,7 млн.
1 июля 2023 «Старз» обменяли Миллера в «Нью-Джерси Девилз» на пик пятого раунда-2025. 8 марта 2024 года, в последний день дедлайна, был обменян в «Виннипег Джетс» на пик четвёртого раунда-2026.

## Достижения

### Командные
Клубная карьера
| Год  | Команда           | Достижение  | Достижение |
| ---- | ----------------- | ----------- | ---------- |
| 2015 | Манчестер Монаркс | Чемпион АХЛ |            |